# Becherovka
Becherovka je češki biljni liker koji se proizvodi u mjestu Karlovy Vary.
Izumitelj Becherovka je češki ljekarnik Josef Vitus Becher (1769. – 1840.). Piće je ubrzo postalo poznato pod nazivom "13. izvor Karlovyh Vary". S preciznom i uravnoteženom mješavinom bilja i začina, recept se prenosio generacijama u obitelji Becher. Tako je proizvodnju preuzeo Johann "Jan" Nepomuk Becher 1838. godine.
Od 1998. do 2003. godine, bila je prodavana i slovačka verzija pića, koju je proizvodio Zdeněk Hoffmann. On je tvrdio da je Alfred Becher dao njegovom djedu recept pića 1939. godine, s pravom proizvodnje. Hoffmann to nije mogao dokazati na sudu 2007. godine.